# Sant Joan Despí
Sant Joan Despí (in spagnolo San Juan Despí) è un comune spagnolo di 32 030 abitanti situato nella comunità autonoma della Catalogna.
Nel comune si trova il campo di allenamento del Barcellona, la Ciutat Esportiva Joan Gamper, nonché lo stadio di casa della formazione femminile, lo Stadio Johan Cruijff.